# Kim Hương
Kim Hương (tiếng Trung: 金乡县, Hán Việt: Kim Hương huyện) là một huyện thuộc địa cấp thị Tế Ninh (济宁市), tỉnh Sơn Đông, Trung Quốc. Huyện này có diện tích 885 km2, dân số năm 2001 là 600.000 người. Huyện Kim Hương quản lý các đơn vị hành chính gồm 6 trấn, 10 hương.